# Autolycus van Pitane

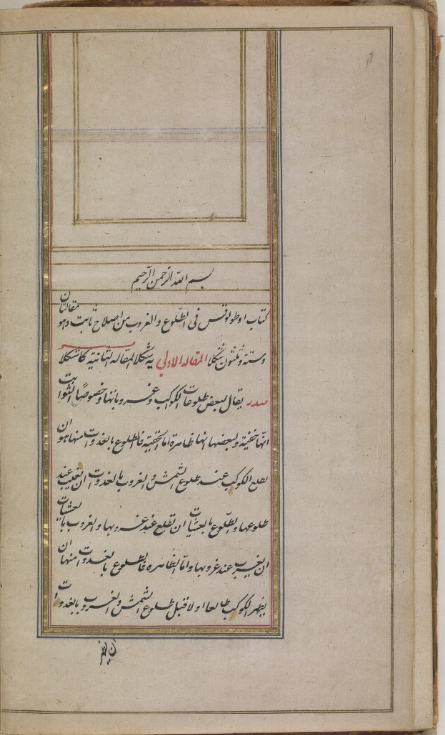
Arabische versie van werk van Autolycus.

Autolycus van Pitane (Oudgrieks: Αυτόλυκος ο Πιταναίος) is rond 360 v.Chr. geboren in Pitane en stierf rond 290 v.Chr.. Hij speelde tijdens zijn leven een zeer belangrijke rol door vele nieuwe ideeën te benoemen en zijn werk omvatte vele onderwerpen, zoals astronomie, wiskunde en geografie. Sommige van zijn werken hebben grote invloed gehad op onze maatschappij. 

## Leven

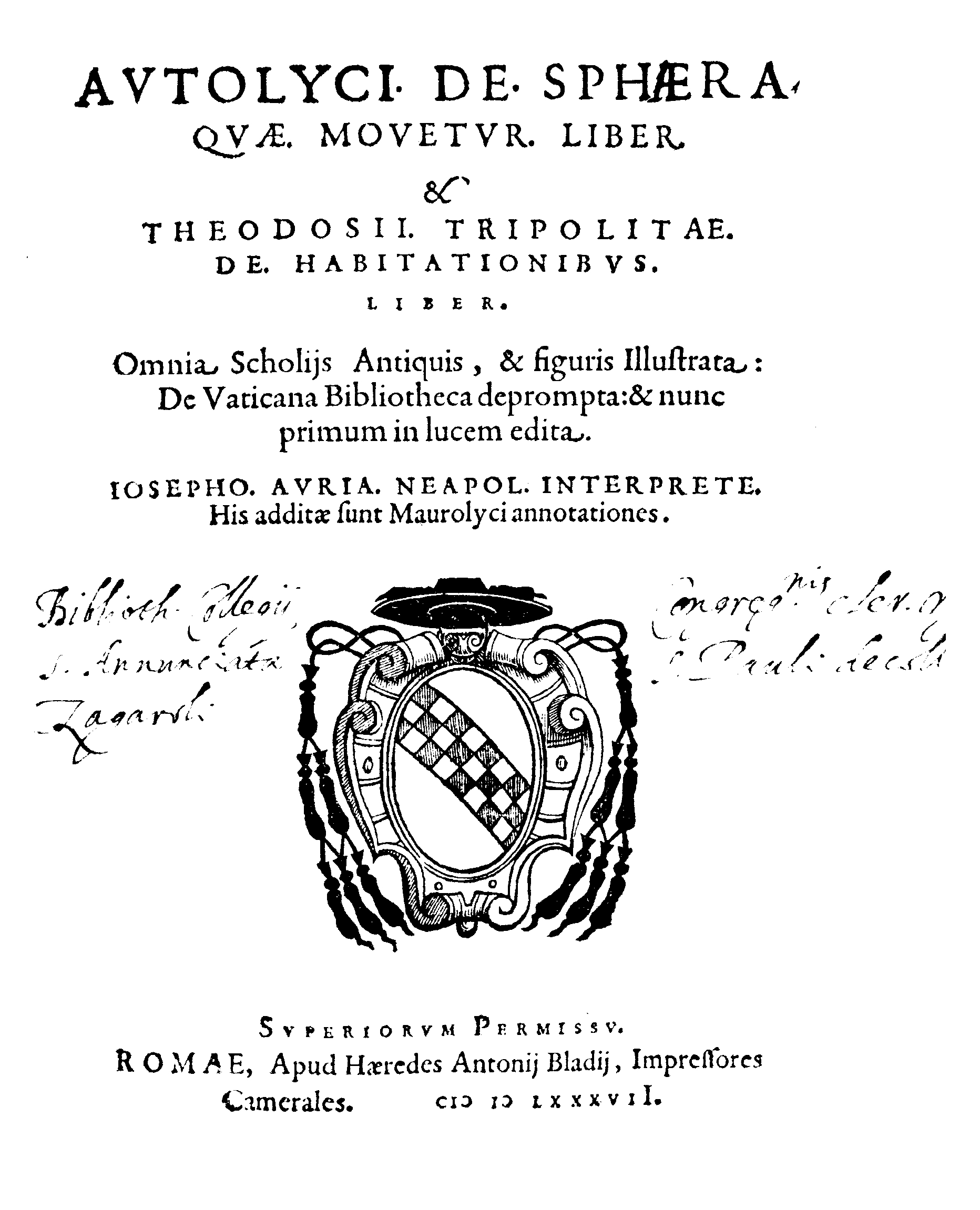
De sphaera quae movetur liber, 1587

Autolycus werd geboren in Pitane, een stad in de streek Aeolië, in het westen van Anatolië. Over zijn leven is weinig bekend, wel weet men dat hij een tijdgenoot van Aristoteles was. Zijn werken zijn waarschijnlijk tussen de jaren 335 v.Chr. en 300 v.Chr. in Athene geschreven. Euclides van Alexandrië refereert soms aan Autolycus zijn werk. Het is verder bekend dat Arcesilaus een leerling van Autolycus is geweest. Veel van zijn gedachtegoed deelde hij met Eudoxus van Cnidus, (408 - 355 v.Chr.). Autolycus zijn overgebleven werken werden in de 16e eeuw vertaald door Maurolycus.

## Werken
Slechts twee van zijn vele boeken zijn bewaard gebleven sinds hij ze schreef, zo'n 2300 jaar geleden, te weten: De Roterende Bollen en De Opkomst en Ondergang. Beiden zijn geschreven in het Grieks.
Deze handelen onder andere over de relatie tussen de opkomst en ondergang van de sterren, in de meetkunde experimenteerde hij met bollichamen. 
Verder schreef hij boeken over de beweging van een bol, waardoor hij klaarblijkelijk tot de conclusie kwam dat de wereld niet plat was.